# Danh sách bộ môn thể thao
Danh sách sau liệt kê những bộ môn thể dục thể thao, được chia theo thể loại. Nhiều môn thể thao khác có thể thêm vào. Trong danh sách này, một số môn thể thao có thể thích hợp với nhiều thể loại khác nhau, nhưng ở đây, chúng chỉ được kê khai một lần.

## Điền kinh
- Nhảy
  - Nhảy ba bước
  - Nhảy xa
  - Nhảy cao
  - Nhảy sào
- Chạy marathon
  - Chạy nước rút
  - Chạy cự ly trung bình
  - Chạy cự ly dài
  - Chạy tiếp sức
  - Chạy vượt rào
  - Chạy vượt chướng ngại vật
  - Chạy việt dã
  - Chạy bền
- Ném
  - Ném đĩa
  - Ném búa (tạ xích)
  - Phóng lao (ném lao)
  - Atlatl
  - Đẩy tạ
- Đi bộ
  - Đi bộ cự ly ngắn
  - Đi bộ cự ly trung bình
  - Đi bộ cự ly dài
  - Đi bộ việt dã

## Môn thể thao có động vật
- Đấu bò
- Đua lạc đà
- Cưỡi ngựa
- Cưỡi ngựa vượt chướng ngại vật
- Kĩ năng cưỡi ngựa (bao gồm nhảy qua lưng ngựa, trình diễn trên lưng ngựa và đua ngựa 3 ngày liên tiếp)
- Đua ngựa
- Đua ngựa có yên
- Đua chó
- Đua lợn

## Thể thao võ thuật
- Vovinam
- Vịnh Xuân quyền
- Judo
- Karate
- Kick boxing
- Kung-fu
- Muay Thai
- Pencak Silat
- Sumo
- Taekwondo
- Thái cực quyền
- Vật
- Võ thuật Việt Nam
- Wushu
- Kendo
- Aikido
- WWE
- Đấu kiếm

## Đạp xe
Các môn dùng xe đạp hay thiết bị chuyển động được nhờ đạp.
- Bicycle polo
- BMX racing
- Cycloball
- Cyclocross
- Mountain bicycling
- Mountain unicycling
- Road bicycle racing
- Track cycling
- Đua xe đạp lòng chảo

## Thể thao mạo hiểm
- Trượt ván (skateboard)
- Patanh
  - Patanh một hàng bánh (Inline skate/Roller blading)
  - Patanh hai hàng bánh
- Mô tô địa hình
- Ô tô địa hình
- Xe đạp địa hình
- Leo núi
- Leo tường
- Parkour

## Thể dục - Thể hình
- Thể dục nghệ thuật
- Thể dục nhịp điệu
- Thể dục dụng cụ
  - Thể dục tự do
  - Xà đơn
  - Xà kép
  - Ngựa gỗ
  - Vòng treo
  - Ngựa tay quai
  - Cầu thăng bằng
  - Xà lệch
- Thể hình

## Đua xe
- Thể thao tốc độ
- Đua ô tô
- Đua mô tô
- Đua xe công thức một
- Đua xe công thức hai
- Đua xe công thức ba
- Đua Motogp

## Những môn thể thao mạo hiểm khác
Những môn không dựa trên một sân thi đấu cụ thể.
- Nhảy dù
- Lướt sóng

## Thể thao dùng vợt
Các môn trong đó vận động viên dùng vợt đánh bóng hay các vật khác.
- Cầu lông
- Bóng bàn
- Quần vợt
- Bóng quần

## Thể thao trên băng, tuyết
- Trượt băng nghệ thuật
- Khúc côn cầu trên băng
- Trượt băng trên bánh xe
- Trượt băng tốc độ
- Trượt tuyết đường núi
- Khúc côn cầu trên tuyết
- Trượt tuyết việt dã
- Trượt tuyết trên cỏ
- Trượt tuyết trên bánh xe

## Thể thao phục vụ công nghệ giải trí
- Vận động trường

## Thể thao bãi biển
- Bóng đá bãi biển
- Bóng chuyền bãi biển
- Bóng rổ bãi biển
- Bóng ném bãi biển
- Khúc côn cầu bãi biển

## Thể thao có nhắm vào bia, đích
- Bắn cung
- Bắn súng
- Bắn nỏ
- Darts

## Thể thao với bóng
Các môn đòi hỏi có đội khi chơi.
- Bóng đá
- Bóng rổ
- Bóng chuyền
- Bóng chày
- Cricket
- Futsal (bóng đá trong nhà)
- Bóng ném
- Cầu mây
- Đá cầu
- Bóng bầu dục
- Khúc côn cầu (hockey)
- Bóng đá kiểu bầu dục

## Thể thao dưới nước
Các môn chơi trong nước hay gần chỗ có nước:
- Bơi
- Bóng nước
- Bơi Nghệ thuật (Synchronize swimming)
- Nhảy cầu
- Đua thuyền canoe và kayak
- Đua thuyền buồm
- Rowing
- Lặn biển

## Thể thao trí tuệ

### Các trò chơi chiến thuật
- Arimaa
- Backgammon
- Checkers
- Cờ Othello
- Cờ tướng
- Cờ vây
- Cờ vua
- Cờ cá ngựa
- Chess960 (Fischer Random Chess)
- Domino
- Draughts
- Renju
- Scrabble
- Shogi

## Các môn thể thao khác
- Năm môn phối hợp
- Ba môn phối hợp
- Hai môn phối hợp
- Mười môn phối hợp
- Billiards snooker
- Bowling
- Bóng mềm
- Câu cá thể thao
- Đánh gôn
- Bi sắt